# Агав
Ага́в (др.-греч. Ἄγαβος, известный также как Агав Пророк) —  святой Католической церкви, апостол из числа семидесяти (I век), обладавший даром пророчества,  упомянутый в библейской книге "Деяния святых апостолов" (гл. 11 и 21). Память в Православной церкви совершается 4 (17 ст. ст.) января и 8 (21 ст. ст.) апреля, в Католической церкви — 13 февраля н. ст.

## Житие
Родом из Иудеи; два раза упоминается в новозаветной книге "Деяния святых Апостолов":
- В 44 году (предположительно), находясь в Антиохии, Агав «предвозвестил Духом, что по всей вселенней будет великий голод, который и был при кесаре Клавдии» (Деян. 11:27—28). Об этом голоде сообщают римские историки (Тацит, Анналы. 12.43; Иосиф Флавий, Иудейские древности. ХХ, 5.2).
- Через несколько лет Агав встретил апостола Павла в Кесарии Палестинской (в доме архидиакона Филиппа) и предсказал ему предстоящие страдания в Иерусалиме (Деян. 21:10—11).

По преданию, Агав проповедал в разных странах и мученически пострадал в Антиохии.
Существует "Похвальное слово апостолам Иродиону, Агаву и Руфу" (Patm. 254. Fol. 309. X—XI вв.).